# Pavučnjak
Pavučnjak is een plaats in de gemeente Samobor in de Kroatische provincie Zagreb. De plaats telt 600 inwoners (2001).